# Villesiscle
Villesiscle é uma comuna francesa na região administrativa de Occitânia, no departamento de Aude. Estende-se por uma área de 5,46 km². Em 2010 a comuna tinha 394 habitantes (densidade: 72,2 hab./km²).